# Amphoe Kamphaeng Saen
L'Amphoe Kamphaeng Saen (in thailandese: กำแพงแสน) è un distretto (amphoe) della Thailandia situato nella provincia di Nakhon Pathom.